# Джагарма (приток Чогара)
Джагарма — река в Хабаровском крае России.

## Общие сведения
Протекает в южном направлении по территории Тугуро-Чумиканского района. Исток — на южном склоне Майского хребта. Впадает в реку Чогар в 90 км от её устья по левому берегу. Длина — 56 км, площадь водосборного бассейна — 1540 км².

## Данные водного реестра
По данным государственного водного реестра России относится к Амурскому бассейновому округу, речной бассейн реки Уда, речной подбассейн реки — нет, водохозяйственный участок реки — Уда.
Код объекта в государственном водном реестре — 20020000112119000161546.

## Основные притоки
(расстояние от устья)
- 10 км: река Оманджа (лв)
- 17 км: река Нимняркай (лв)